# Papir d'Artemidor
El Papir d'Artemidor va ser trobat en el anys 1990 en un munt de vells papirs, reciclats a la fi del segle i per a fabricar una màscara funerària de paper maixé.
Entre els elements d'aquest munt hi havia una cinquantena de trossos de papirs. Amb una amplària de 32,5 cm i una longitud de 2,55 m, el papir té dos fragments, entre els quals manca un full. La resta es compon d'un text de geografia, que s'atribueix a Artemidor d'Efes, geògraf grec de la fi del segle II abans de la nostra era i començament del segle i ae, l'obra del qual és coneguda per les cites d'altres autors (Estrabó, segle i; i Esteve de Bizanci, segle ii).

## Història
El text trobat té una introducció i el començament d'una descripció de la península Ibèrica. L'originalitat del papir és que conté un mapa. Aquest, inacabat, sembla representar la Bètica. Es pot suposar que el dibuixant no l'acabà perquè es va adonar que no estava copiant en el mapa la part corresponent al text. Això succeïa a la fi del segle i. El papir, però, no va ser rebutjat. Al revers, es va dibuixar una quarantena d'animals reals i fantàstics. Aquests dibuixos degueren permetre als clients que desitjaven que es realitzàs un fresc o un mosaic, triar-ne un model. La vida del papir no acaba ací: en els espais que quedaven lliures a l'anvers i en els espais on havien de figurar els mapes no realitzats, es dibuixaren caps i altres elements d'anatomia, com a exercicis.
Segons la data d'altres documents trobats en el munt, el Papir d'Artemidor hauria estat reciclat en vells papirs a la fi del segle i.
El 1971 un col·leccionista d'Hamburg, Serop Simonian, el va adquirir en circumstàncies no esclarides. El 2004 el comprà la fundació Companyia de Sant Pau per 2,75 milions d'euros, i el presentà al públic dos anys després. Al mateix 2006 Claudio Gallazzi (papiròleg de la Universitat d'Estudis de Milà) i Salvatore Settis en van publicar un estudi en què n'explicaven l'evolució: en principi hauria estat una edició del segon llibre de la Geographoumena d'Artemidor; molt posteriorment el papir s'hauria utilitzat en el taller d'un artista en què s'haurien afegit en l'anvers imatges d'animals reals o fantàstics; més tard, els espais buits de l'anvers haurien estat omplerts amb dibuixos de caps, mans i peus.
Va estar exposat al Museu Egipci de Torí fins al maig del 2006. Després, el papir anà a Milà, i més tard a Torí.

### Polèmica sobre la seua autenticitat
Des de setembre del 2006 ha tingut lloc una àmplia discussió sobre l'autenticitat d'aquest rotlle. Segons Luciano Canfora, l'autor del papir seria un falsificador del segle xix, Constantin Simonides (1820-1890). Richard Janko, Germaine Aujac, Renzo Tosi, Luigi Lehnus, Maurizio Calvesi i Federico Condello pensen que el papir no pot ser pas d'Artemidor. Els principals avals de l'autenticitat del papir encara no han rebut una contestació definitiva per part de Canfora. Després dels dubtes expressats per Canfora i la seua atribució a Simonides, la troballa fou sotmesa repetidament a anàlisi de carboni 14, que van permetre comprovar que el papir fou produït entre el segle I abans de la nostra era i el segle i. Segons aquestes evidències, el filòleg Gian Battista D'Alessio va concloure que «la identificació d'aquest papir com una falsificació per part de Constantino Simonides implica una gran quantitat de construccions hipotètiques ad hoc totalment fantàstiques que, lluny de proporcionar una explicació més econòmica de l'evidència, obliguen els defensors a ficcions cada vegada més inversemblants». Segons l'historiador i papiròleg Jean-Luc Fournet, «és lamentable que la controvèrsia sobre l'autenticitat d'aquest papir haja desacreditat una peça tan excepcional».
L'argument principal de Canfora per a afirmar que aquest papir és fals és que en el text apareixen elements que eren desconeguts en l'època d'Artemidor, com ara alguns detalls d'Ibèria. Seguint l'historiador d'art Maurici Calvesi, Canfora atribueix les primeres línies del text a la Geografia general comparada de Carl Ritter, del segle xix. Quant a la conclusió que es tracta d'una falsificació de Simonides, Canfora remarca que era un notable paleògraf i cal·lígraf que ja havia intentat vendre poemes d'Homer o un Evangeli del segle i escrits per ell mateix.
Els qui defensen l'autenticitat del papir enraonen que, segons la datació del carboni 14, el papir fou elaborat entre la fi del segle I abans de la nostra era i la primeria del segle i. Hi afegeixen que un falsificador del segle XIX hauria tingut moltes dificultats per a imitar l'escriptura de l'època perquè en el segle xix els únics models disponibles n'eren els papirs de Herculà, la grafia dels quals és diferent de la del papir d'Artemidor, i a més el falsificador no hauria tingut pas la possibilitat de datar amb carboni 14 el papir blanc que volia usar. Un tercer argument a favor de la seua autenticitat seria que hi apareix un signe per a indicar els milers, un sampi (una lletra que val 900) amb un multiplicador alfabètic, el significat del qual no es va comprendre fins al 1907, uns anys després de la mort de Simonides. Un darrer argument és que Simonides feia les falsificacions per a vendre-les i en aquest cas no hi ha cap esment del papir en l'època en què ell vivia.
El 2013 un jutge italià va obrir el cas sobre la falsedat del papir i, cinc anys després, el 10 de desembre del 2018, un altre jutge sentencià que es tractava d'una falsificació, però que el delicte ja hauria prescrit. Una de les proves en què es basava fou que s'havia trobat zinc en la tinta, que no s'emprava pas en l'època. Els defensors de l'autenticitat del papir, sobretot Salvatore Settis, rebutjaren aquest veredicte i al·legaren que el jutge no havia tingut pas en compte l'edició crítica que se n'havia fet. Més tard, l'Institut de Patologia del Llibre de Roma feu un nou examen del papir, però les seues conclusions al març del 2019 encara es desconeixien.